# 范霍恩 (得克萨斯州)
范霍恩（Van Horn）位于美国得克萨斯州西部，是卡伯森县的县治。
根据2000年美国人口普查，共有2,435人，其中白人占64.6%。